# Komuna e Malisheves
Komuna e Malisheves är en kommun i Kosovo. Den ligger i den sydvästra delen av landet, 40 km sydväst om huvudstaden Priština.